# Puchar Europy Narodów 1964 (eliminacje)
W eliminacjach do Euro 1964 wzięło udział 29 reprezentacji narodowych ze Starego kontynentu.

## Zasady eliminacji

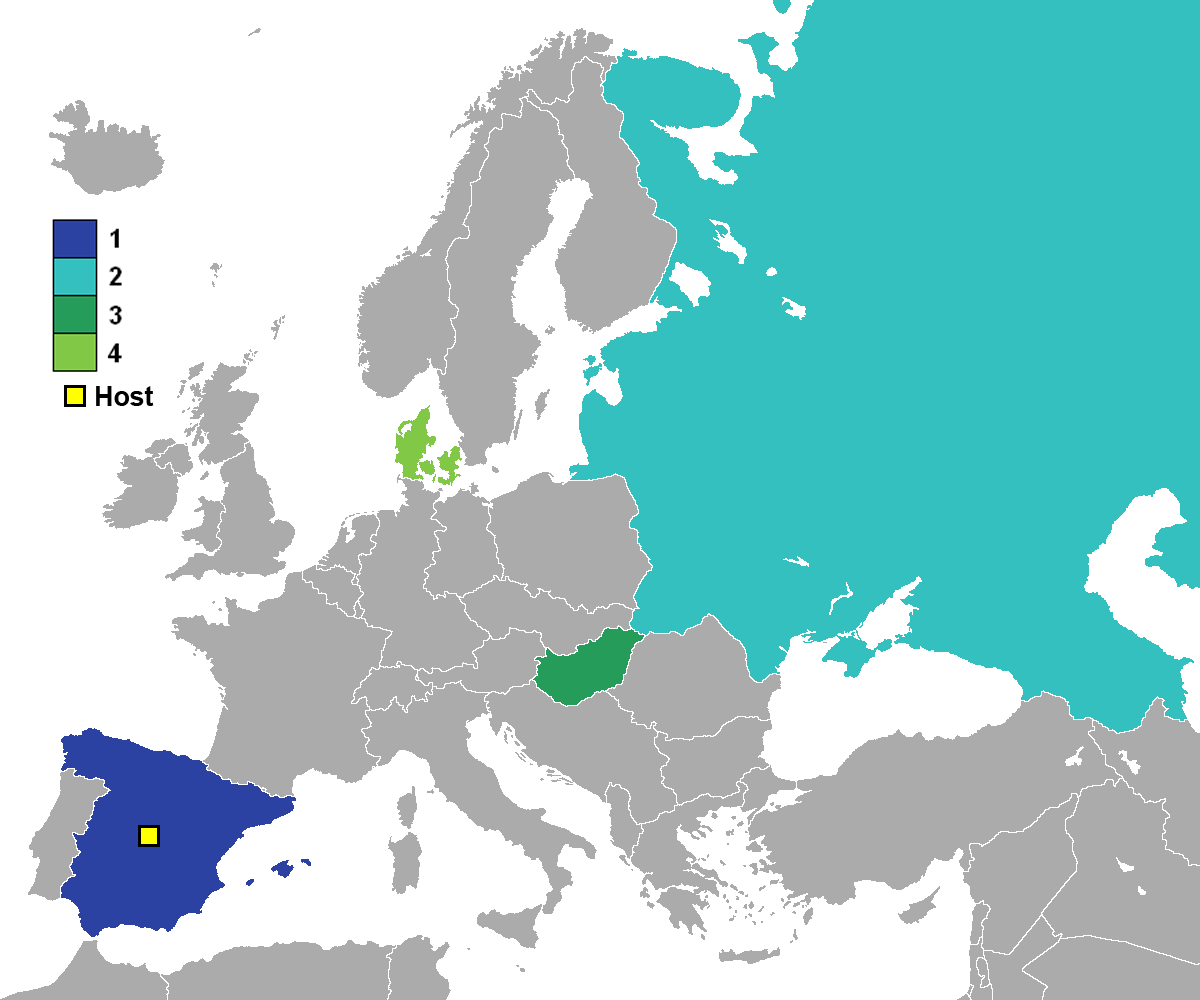
Zakwalifikowane drużyny

Eliminacje odbywały się systemem pucharowym, w trzech rundach. Aby w drugiej rundzie mogło odbyć się 8 dwumeczów, trzy drużyny dostały wolny los i zaczynały grę od tejże rundy. Zwycięzcy 4 dwumeczów trzeciej rundy awansowali do turnieju finałowego, który odbył się w Hiszpanii.

## Wyniki

### Pierwsza runda
- Grecja wycofała się, więc Albania awansowała bez gry.
- Austria miała wolny los.
- Luksemburg miał wolny los.
- ZSRR miał wolny los.

| Drużyna 1                            | Wynik dwumeczu | Drużyna 2      | Pierwszy mecz | Drugi mecz |
| ------------------------------------ | -------------- | -------------- | ------------- | ---------- |
| Włochy                               | 7:0            | Turcja         | 6:0           | 1:0        |
| Jugosławia                           | 4:2            | Belgia         | 3:2           | 1:0        |
| Norwegia                             | 1:3            | Szwecja        | 0:2           | 1:1        |
| Holandia                             | 4:2            | Szwajcaria     | 3:1           | 1:1        |
| Dania                                | 9:2            | Malta          | 6:1           | 3:1        |
| Węgry                                | 4:2            | Walia          | 3:1           | 1:1        |
| NRD                                  | 3:2            | Czechosłowacja | 2:1           | 1:1        |
| Anglia                               | 3:6            | Francja        | 1:1           | 2:5        |
| Bułgaria                             | 5:4            | Portugalia     | 3:1           | 1:3, 1:0   |
| Irlandia                             | 5:3            | Islandia       | 4:2           | 1:1        |
| Irlandia Północna                    | 4:0            | Polska         | 2:0           | 2:0        |
| Hiszpania                            | 7:3            | Rumunia        | 6:0           | 1:3        |
| Po lewej gospodarz pierwszego meczu. |                |                |               |            |

| 21 czerwca 1962 | Norwegia | 0:2 | Szwecja · 10', 40' Martinsson | Ullevaal Stadion, Oslo Widzów: 28249 Sędzia: Gilbert Bowman |
|                 |          |     |                               |                                                             |

| 4 listopada 1962 | Szwecja · Berndtsson 49' | 1:10:0 | Norwegia · 60'Krogh | Malmö Stadion, Malmö Widzów: 8726 Sędzia: Werner Bergmann |
|                  |                          |        |                     |                                                           |

| 28 czerwca 1962 | Dania · Madsen 9', 14', 49' · Clausen 22' · Enoksen 71' · Bertensen 80' | 6:13:0 | Malta · Theobald 57' | Parken, Kopenhaga Widzów: 11200 Sędzia: Piet Roomer |
|                 |                                                                         |        |                      |                                                     |

| 8 grudnia 1962 | Malta · Urpani 39' | 1:31:2 | Dania · 14' Madsen · 42' Christiansen · 47' Bertelsen | Gżira Sędzia: Raoul Righi |
|                |                    |        |                                                       |                           |

| 12 sierpnia 1962 | Irlandia · Tuohy 11' · Fogarty 40' · Cantwell 65', 76' | 4:22:1 | Islandia · 37', 87' R. Jónsson | Dalymount Park, Dublin Widzów: 20246 Sędzia: Robert Ernest Smith |
|                  |                                                        |        |                                |                                                                  |

| 2 września 1962 | Islandia · Arnason 59' | 1:10:1 | Irlandia · 37' Tuohy | Laugardalsvöllur, Reykjavík Widzów: 9100 Sędzia: Birger Nilsen |
|                 |                        |        |                      |                                                                |

| 3 października 1962 | Anglia · 57' (k.) Flowers | 1:10:1 | Francja · Goujon 8' | Hillsborough Stadium, Sheffield Widzów: 35380 Sędzia: Frede Hansen |
|                     |                           |        |                     |                                                                    |

| 27 lutego 1963 | Francja · Wisniewski 3', 75' · Douis 32' · Cossou 43', 82' | 5:23:0 | Anglia · 57' Smith · 74' Tambling | Parc des Princes, Paryż Widzów: 23986 Sędzia: Josef Kandlbinder |
|                |                                                            |        |                                   |                                                                 |

| 10 października 1962 | Polska | 0:20:1 | Irlandia Północna · 19' Dougan · 54' Humphries | Stadion Śląski, Chorzów Widzów: 31500 Sędzia: Bertil Lööw |
|                      |        |        |                                                |                                                           |

| 28 listopada 1962 | Irlandia Północna · Crossan 8' · Bingham 63' | 2:01:0 | Polska | Windsor Park, Belfast Widzów: 28900 Sędzia: Othmar Huber |
|                   |                                              |        |        |                                                          |

| 1 listopada 1962 | Hiszpania · Gulliot 7', 27', 70' · Fidalgo 9' · Collar 17' · Macri 81' (sam.) | 6:04:0 | Rumunia | Estadio Santiago Bernabéu, Madryt Widzów: 51700 Sędzia: Kevin Howley |
|                  |                                                                               |        |         |                                                                      |

| 25 listopada 1962 | Rumunia · Tataru 2' · Manolache 8' · Constantin 61' | 3:12:0 | Hiszpania · 70' Fidalgo | 23 August Stadium, Bukareszt Widzów: 80000 Sędzia: Georgios Pelomis |
|                   |                                                     |        |                         |                                                                     |

| 4 listopada 1962 | Jugosławia · Skoblar 12', 32' · Vasović 89' | 3:22:1 | Belgia · 26' Stockman · 58' Jurion | Stadion Partizana, Belgrad Widzów: 35000 Sędzia: Alois Obtulovič |
|                  |                                             |        |                                    |                                                                  |

| 31 marca 1963 | Belgia | 0:1 | Jugosławia · 20' Galić | Stadion Heysel, Bruksela Widzów: 24583 Sędzia: Dimitar Rumenczew |
|               |        |     |                        |                                                                  |

| 7 listopada 1962 | Węgry · Albert 5' · Tichy 34' · Sándor 48' | 3:12:1 | Walia · 19' Medwin | Népstadion, Budapeszt Widzów: 40000 Sędzia: Józef Kowal |
|                  |                                            |        |                    |                                                         |

| 20 marca 1963 | Walia · Jones 24' (k.) | 1:11:0 | Węgry · 72' (k.) Tichy | Ninian Park, Cardiff Widzów: 30413 Sędzia: John Spillane |
|               |                        |        |                        |                                                          |

| 7 listopada 1962 | Bułgaria · Asparuchow 65', 76' · Diew 84' | 3:10:0 | Portugalia · 49' Eusébio | Stadion Narodowy im. Wasyla Lewskiego, Sofia Widzów: 50000 Sędzia: Semih Zoroglu |
|                  |                                           |        |                          |                                                                                  |

| 16 grudnia 1962 | Portugalia · Hernâni 4', 26' · Coluna 53' | 3:12:0 | Bułgaria · 83' Iliew | Estádio do Restelo, Lizbona Widzów: 25900 Sędzia: Henri Faucheux |
|                 |                                           |        |                      |                                                                  |

| 23 stycznia 1963 | Bułgaria · Asparuchow 85' | 1:00:0 | Portugalia | Stadio Olimpico, Rzym Widzów: 2336 Sędzia: Giuseppe Adami |
|                  |                           |        |            |                                                           |

| 11 listopada 1962 | Holandia · van der Linden 20' · Swart 74' · Groot 85' | 3:11:1 | Szwajcaria · 42' Hertig | Stadion Olimpijski, Amsterdam Widzów: 60000 Sędzia: Joaquim Campos |
|                   |                                                       |        |                         |                                                                    |

| 31 marca 1963 | Szwajcaria · Allemann 6' | 1:1 | Holandia · 37' Kruiver | Wankdorfstadion, Berno Widzów: 31794 Sędzia: Josef Kandlbinder |
|               |                          |     |                        |                                                                |

| 21 listopada 1962 | NRD · Erler 60' · Liebrecht 80' (k.) | 2:10:0 | Czechosłowacja · 90' Kučera | Walter Ulbricht Stadion, Berlin Widzów: 50000 Sędzia: Siergiej Alimow |
|                   |                                      |        |                             |                                                                       |

| 31 marca 1963 | Czechosłowacja · Mašek 66' | 1:10:0 | NRD · 85' Ducke | Stadion Strahov, Praga Widzów: 19504 Sędzia: Károly Balla |
|               |                            |        |                 |                                                           |

| 2 grudnia 1962 | Włochy · Rivera 15', 47' · Orlando 22', 29', 35', 85' | 6:04:0 | Turcja | Stadio Renato Dall'Ara, Bolonia Widzów: 28000 Sędzia: Leo van Nuffel |
|                |                                                       |        |        |                                                                      |

| 27 marca 1963 | Turcja | 0:10:0 | Włochy · 86' Sormani | Mithatpaşa Stadi, Stambuł Widzów: 27900 Sędzia: Dimitar Rumenczew |
|               |        |        |                      |                                                                   |

### Druga runda
| Drużyna 1                            | Wynik dwumeczu | Drużyna 2         | Pierwszy mecz | Drugi mecz |
| ------------------------------------ | -------------- | ----------------- | ------------- | ---------- |
| ZSRR                                 | 3:1            | Włochy            | 2:0           | 1:1        |
| Jugosławia                           | 2:3            | Szwecja           | 0:0           | 2:3        |
| Holandia                             | 2:3            | Luksemburg        | 1:1           | 1:2        |
| Dania                                | 4:1            | Albania           | 4:0           | 0:1        |
| NRD                                  | 4:5            | Węgry             | 1:2           | 3:3        |
| Bułgaria                             | 2:3            | Francja           | 1:0           | 1:3        |
| Austria                              | 2:3            | Irlandia          | 0:0           | 2:3        |
| Hiszpania                            | 2:1            | Irlandia Północna | 1:1           | 1:0        |
| Po lewej gospodarz pierwszego meczu. |                |                   |               |            |

| 13 października 1963 | ZSRR · Poniedielnik 22' · Czislenko 42' | 2:0 | Włochy | Stadion Centralny, Moskwa Widzów: 102358 Sędzia: Ryszard Banasiuk |
|                      |                                         |     |        |                                                                   |

| 10 listopada 1963 | Włochy · Rivera 89' | 1:10:1 | ZSRR · 33' Gusarow | Stadio Olimpico, Rzym Widzów: 69567 Sędzia: Daniel Mellet |
|                   |                     |        |                    |                                                           |

| 19 czerwca 1963 | Jugosławia | 0:0 | Szwecja | Stadion JNA, Belgrad Widzów: 25098 Sędzia: Karl Kainer |
|                 |            |     |         |                                                        |

| 18 września 1963 | Szwecja · Persson 30', 60' · Bild 72' | 3:21:1 | Jugosławia · 21' Zambata · 64' Galić | Malmö Stadion, Malmö Widzów: 20285 Sędzia: Jack Taylor |
|                  |                                       |        |                                      |                                                        |

| 11 września 1963 | Holandia · Nuninga 5' | 1:1 | Luksemburg · 34' May | Stadion Olimpijski, Amsterdam Widzów: 36523 Sędzia: Arthur Blavier |
|                  |                       |     |                      |                                                                    |

| 30 października 1963 | Luksemburg · Dimmer 20', 68' | 2:11:0 | Holandia · 35' Kruiver | Stadion Feijenoord, Rotterdam Widzów: 42385 Sędzia: Marcel Bois |
|                      |                              |        |                        |                                                                 |

| 29 czerwca 1963 | Dania · J. Petersen 16' (k.) · O. Madsen 35' · Clausen 40' · Enoksen 49' | 4:03:0 | Albania | Parken, Kopenhaga Widzów: 26640 Sędzia: Einar Boström |
|                 |                                                                          |        |         |                                                       |

| 30 października 1963 | Albania · Pano 3' | 1:0 | Dania | Stadiumi Qemal Stafa, Tirana Widzów: 27765 Sędzia: Joseph Naudi |
|                      |                   |     |       |                                                                 |

| 19 października 1963 | NRD · Nöldner 51' | 1:20:1 | Węgry · 18' Bene · 88' Rákosi | Walter Ulbricht Stadion, Berlin Widzów: 33383 Sędzia: Piotr Biełow |
|                      |                   |        |                               |                                                                    |

| 3 listopada 1963 | Węgry · Bene 7' · Sándor 17' · Solymosi 51' (k.) | 3:32:2 | NRD · 12' Heine · 26' R. Ducke · 81' Erler | Népstadion, Budapeszt Widzów: 35382 Sędzia: Borče Nedelkovski |
|                  |                                                  |        |                                            |                                                               |

| 29 września 1963 | Bułgaria · Diew 24' | 1:0 | Francja | Stadion Narodowy im. Wasyla Lewskiego, Sofia Widzów: 25947 Sędzia: Faruk Talu |
|                  |                     |     |         |                                                                               |

| 26 października 1963 | Francja · Goujon 44', 81' · Herbin 78' | 3:11:0 | Bułgaria · 75' Jakimow | Parc des Princes, Paryż Widzów: 32223 Sędzia: José María Ortiz de Mendíbil |
|                      |                                        |        |                        |                                                                            |

| 25 września 1963 | Austria | 0:0 | Irlandia | Ernst-Happel-Stadion, Wiedeń Widzów: 26741 Sędzia: Gyula Gere |
|                  |         |     |          |                                                               |

| 13 października 1963 | Irlandia · Cantwell 44', 90+1' (k.) · Fogarty 64' | 3:21:1 | Austria · 38' Koleznik · 82' Flögel | Dalymount Park, Dublin Widzów: 39963 Sędzia: Einer Poulsen |
|                      |                                                   |        |                                     |                                                            |

| 30 maja 1963 | Hiszpania · Amancio 57' | 1:10:0 | Irlandia Północna · 75' W. Irvine | San Mamés, Bilbao Widzów: 27960 Sędzia: Cesare Jonni |
|              |                         |        |                                   |                                                      |

| 30 października 1963 | Irlandia Północna | 0:10:0 | Hiszpania · 65' Gento | Windsor Park, Belfast Widzów: 45809 Sędzia: Andries van Leeuwen |
|                      |                   |        |                       |                                                                 |

### Trzecia runda
| Drużyna 1                            | Wynik dwumeczu | Drużyna 2 | Pierwszy mecz | Drugi mecz |
| ------------------------------------ | -------------- | --------- | ------------- | ---------- |
| Luksemburg                           | 5:6            | Dania     | 3:3           | 2:2, 0:1   |
| Hiszpania                            | 7:1            | Irlandia  | 5:1           | 2:0        |
| Francja                              | 2:5            | Węgry     | 1:2           | 1:3        |
| Szwecja                              | 2:4            | ZSRR      | 1:1           | 1:3        |
| Po lewej gospodarz pierwszego meczu. |                |           |               |            |

| 4 grudnia 1963 | Luksemburg · Pilot 1' · H. Klein 23', 50' | 3:32:2 | Dania · 9', 30', 46' Madsen | Stade Municipal, Luksemburg Widzów: 6921 Sędzia: Pierre Schwinte |
|                |                                           |        |                             |                                                                  |

| 10 grudnia 1963 | Dania · Madsen 16', 70' | 2:21:1 | Luksemburg · 13' Léonard · 84' Schmit | Parken, Kopenhaga Widzów: 36294 Sędzia: Joseph Barbéran |
|                 |                         |        |                                       |                                                         |

| 18 grudnia 1963 | Luksemburg | 0:1 | Dania · 42' Madsen | Stadion Olimpijski, Amsterdam Widzów: 5700 Sędzia: Piet Roomer |
|                 |            |     |                    |                                                                |

| 11 marca 1964 | Hiszpania · Amancio 5', 29' · Fusté 14' · Marcelino 34', 62' | 5:14:1 | Irlandia · 19' McEvoy | Estadio Ramón Sánchez Pizjuán, Sewilla Widzów: 27200 Sędzia: Leo van Nuffel |
|               |                                                              |        |                       |                                                                             |

| 8 kwietnia 1964 | Irlandia | 0:20:1 | Hiszpania · 24', 86' Zaballa | Dalymount Park, Dublin Widzów: 38027 Sędzia: Gérard Versyp |
|                 |          |        |                              |                                                            |

| 23 marca 1964 | Węgry · Sipos 24' · Bene 5' | 2:11:1 | Francja · 2' Combin | Népstadion, Budapeszt Widzów: 70120 Sędzia: Concetto lo Bello |
|               |                             |        |                     |                                                               |

| 25 kwietnia 1964 | Francja · Cossou 73' | 1:30:2 | Węgry · 15' Albert · 16', 70' Tichy | Stade Olympique Yves-du-Manoir, Colombes Widzów: 35274 Sędzia: Cesare Jonni |
|                  |                      |        |                                     |                                                                             |

| 13 maja 1964 | Szwecja · Hamrin 87' | 1:10:0 | ZSRR · 62' Iwanow | Råsundastadion, Sztokholm Widzów: 36937 Sędzia: Jim Finney |
|              |                      |        |                   |                                                            |

| 27 maja 1964 | ZSRR · Poniedielnik 32', 56' · Woronin 83' | 3:11:0 | Szwecja · 78' Hamrin | Stadion Centralny, Moskwa Widzów: 99609 Sędzia: Arthur Holland |
|              |                                            |        |                      |                                                                |